# Перелік наукових фахових видань з технічних наук
Перелік наукових фахових видань з технічних наук, затверджений ВАК України.

## Збірники наукових праць та журнали
- Авіаційно-космічна техніка і технологія
- Автоматизация судовых технических средств
- Автоматизація виробничих процесів у машинобудуванні та приладобудуванні
- Автоматизація процесів та управління. Вісник Севастопольського державного технічного університету
- Автоматизированные системы управления и приборы автоматики
- Автоматизовані системи управління і нові інформаційні технології
- Автоматика. Автоматизація. Електротехнічні комплекси та системи
- Автомобільний транспорт
- Автомобільні дороги і дорожнє будівництво
- Аграрний вісник Причорномор'я
- Адаптивні системи автоматичного управління
- Адгезия расплавов и пайка материалов
- Актуальні проблеми автоматизації та інформаційних технологій
- Артиллерийское и стрелковое вооружение
- Безпека дорожнього руху
- Будівельні конструкції
- Будівельні матеріали, вироби та санітарна техніка
- Вентиляція, освітлення та теплогазопостачання
- Вестник Харьковского государственного политехнического университета
- Взрывозащищённое электрооборудование
- Вимірювальна техніка та метрологія
- Виноградарство и виноделие
- Високі технології в машинобудуванні
- Відбір і обробка інформації
- Вісник аграрної науки Причорномор'я
- Вісник Державного агроекологічного університету
- Вісник Державної агроекологічної академії України
- Вісник Дніпропетровського національного університету залізничного транспорту імені академіка В. Лазаряна
- Вісник Київського національного торговельно-економічного університету
- Міжнародний науково-практичний журнал «Товари і ринки»
- Вісник Дніпропетровського університету:
  - Серія: Механіка
  - Серія: Ракетно-космічна техніка
- Вісник Донбаської національної академії будівництва та архітектури
- Вісник Донбаської державної машинобудівної академії
- Вісник Житомирського інженерно-технологічного інституту:
  - Серія: Технічні науки
- Вісник Київського міжнародного університету цивільної авіації
- Вісник Київського національного університету імені Тараса Шевченка:
  - Серія: Військово-спеціальні науки
  - Серія: Кібернетика
  - Серія: Математика, механіка
  - Серія: фізико-математичні науки
- Вісник Кременчуцького державного політехнічного університету
- Вісник Криворізького технічного університету
- Вісник Львівського державного аграрного університету
  - Серія: Агроінженерні дослідження
  - Серія: Архітектура і сільськогосподарське будівництво
- Вісник Львівської комерційної академії:
  - Серія: товарознавча
- Вісник Національного технічного університету України “КПІ”:
  - Серія: Гірництво
  - Серія: Інформатика, управління та обчислювальна техніка
  - Серія: Машиностроение
  - Серія: Приладобудування
  - Серія: Радіотехніка. Радіоапаратобудування
- Вісник Національного технічного університету “ХПІ”
- Вісник Національного університету "Львівська політехніка":
  - Серія: Автоматика, вимірювання та керування
  - Серія: Динаміка, міцність та проектування машин і приладів
  - Серія: Електроенергетичні та електромеханічні системи
  - Серія: Електроніка
  - Серія: Елементи теорії та прилади твердотілої електроніки
  - Серія: Інформаційні системи та мережі
  - Серія: Комп'ютерна інженерія та інформаційні технології
  - Серія: Комп'ютерні науки та інформаційні технології
  - Серія: Комп'ютерні системи проектування. Теорія і практика
  - Серія: Комп'ютерні системи та мережі
  - Серія: Оптимізація виробничих процесів і технічний контроль у машинобудуванні і приладобудуванні
  - Серія: Радіоелектроніка та телекомунікації
  - Серія: Теорія і практика будівництва
  - Серія: Теплоенергетика. Інженерія довкілля. Автоматизація
  - Серія: Хімія, технологія речовин та їх застосування
- Вісник Національного університету водного господарства та природокористування МОН України
- Вісник Одеського державного морського університету
- Вісник Одеської державної академії будівництва та архітектури Міносвіти і науки України
- Вісник Приазовського державного технічного університету
- Вісник Придніпровської державної академії будівництва та архітектури
- Вісник Рівненського державного технічного університету
- Вісник Севастопольського державного технічного університету:
  - Інформатика, електроніка, зв'язок
- Вісник Тернопільського національного технічного університету
- Вісник Транспортної Академії Україні та Українського транспортного університету
- Вісник Українського транспортного університету
- Вісник Харківського державного автомобільно-дорожнього технічного університету
- Вісник Харківського державного технічного університету сільського господарства Мінагрополітики України
- Вісник Харківського державного технічного університету сільського господарства
  - Тракторна енергетика
- Вісник Харківського національного університету:
  - Серія: Математичне моделювання. Інформаційні технології. Автоматизовані системи управління
- Вісник Харківського національного автомобільно-дорожного університету
- Вісник Чернігівського технологічного університету
  - Серія: Технічні науки
- Вісті Автомобільно-дорожнього інституту
- Водний транспорт (Київська державна академія водного транспорту)
- Вопросы проектирования и производства конструкций летательных аппаратов
- Геометричне та комп'ютерне моделювання
- Геотехническая механика (Інститут геотехнічної механіки НАН України)
- Гідравліка і гідротехніка (Український транспортний університет)
- Гідромеліорація та гідротехнічне будівництво (Національний університет водного господарства та природокористування МОН України)
- Гідромеліорація та гідротехнічне будівництво (Рівненський державний технічний університет Міносвіти і науки України)
- Гідромеханіка (Інститут гідромеханіки НАН України)
- Гірнича електромеханіка та автоматика (Національна гірнича академія України)
- Гірничі, будівельні, дорожні та меліоративні машини
- Горноспасательное дело (НДІ гірничорятувальної справи Мінпаливенеого України, НВО «Респіратор»)
- Громадське харчування і туристична індустрія у ринкових умовах (Київський державний торговельно-економічний університет)
- Двигуни внутрішнього згоряння (Харківський державний політехнічний університет)
- Динаміка і міцність машин (Харківський державний політехнічний університет)
- Діагностика, довговічність та реконструкція мостів і будівельних конструкцій (Фізико-механічний інститут ім. Г. В. Карпенка НАН України)
- Дороги і мости (Державний дорожній НДІ ім. М. П. Шульгіна)
- Дослідження з історії техніки (Національний технічний університету України «КПІ»)
- Екологія (Східноукраїнський національний університет імені Володимира Даля МОН України)
- Екологія і природокористування (Інститут проблем природокористування та екології НАН України)
- Екологія і ресурси (Інститут проблем національної безпеки Ради національної безпеки і оборони України)
- Екологія і ресурси (Український інститут досліджень навколишнього середовища і ресурсів Ради національної безпеки і оборони України)
- Електромашинобудування та електрообладнання (Одеський державний політехнічний університет)
- Захист інформації (Київський міжнародний університет цивільної авіації)
- Захист металургійних машин від поломок (Приазовський державний технічний університет)
- Защитные покрытия на металлах (Інститут проблем матеріалознавства ім. І. М. Францевича НАН України)
- Збагачення корисних копалин (затверджено у переліку 9 червня 1999 р.)
- Збірка наукових праць Інституту надтвердих матеріалів ім. В.М. Бакуля НАН України
  - Серія Г: Процеси механічної обробки, верстати та інструменти
- Збірник наукових праць ВАТ «Науково-дослідний і проектний інститут по збагаченню та агломерації руд — Механобрчормет»
- Збірник наукових праць ВАТ «УкрНДІВогнетривів імені А. С. Бережного»
- Збірник наукових праць Військового інституту Київського національного університету імені Тараса Шевченка
- Збірник наукових праць Державного НДІ інституту авіації
- Збірник наукових праць Дніпродзержинського державного технічного університету
  - Технічні науки
- Збірник наукових праць Дніпропетровського державного технічного університету залізничного транспорту:
  - Серія: Будівництво
  - Серія: Транспорт
- Збірник наукових праць Донбаського гірничо-металургійного інституту
- Збірник наукових праць Донецького державного технічного університету:
  - Серія: Електротехніка і енергетика
- Збірник наукових праць Донецького інституту залізничного транспорту
- Збірник наукових праць Інституту кібернетики ім. В. М. Глушкова НАН України
- Збірник наукових праць Інституту надтвердих матеріалів ім. В.М.Бакуля НАН України:
  - Серія: Матеріалознавство
- Збірник наукових праць Інституту проблем моделювання в енергетиці НАН України
- Збірник наукових праць Інституту ядерних досліджень
- Збірник наукових праць Київського військового інституту управління і зв'язку Міноборони України
- Збірник наукових праць Київського інституту залізничного транспорту
- Збірник наукових праць Київського університету економіки і технологій транспорту Міністерства транспорту України:
  - Серія: Транспортні системи і технології
- Збірник наукових праць КІ ВПС (Київський інститут військово-повітряних сил)
- Збірник наукових праць Кіровоградського державного технічного університету
- Збірник наукових праць Луганського державного аграрного університету:
  - Серія: Технічні науки
- Збірник наукових праць Луганського сільськогосподарського інституту
- Збірник наукових праць Наукового центру Військово-Повітряних Сил
- Збірник наукових праць Науково-дослідного гірничорудного інституту
- Збірник наукових праць Національної академії оборони України
- Збірник наукових праць Національної академії Прикордонних військ України ім. Богдана Хмельницького
- Збірник наукових праць Національної гірничої академії
- Збірник наукових праць Об'єднаного НДІ Збройних Сил
- Збірник наукових праць Одеського інституту Сухопутних військ МО України
- Збірник наукових праць Подільської державної аграрно-технічної академії Мінагрокомплексу України
- Збірник наукових праць Полтавського державного технічного університету ім. Юрія Кондратюка:
  - Серія: Галузеве машинобудування, будівництво
- Збірник наукових праць Севастопольського інституту ядерної енергії та промисловості
- Збірник наукових праць Севастопольського національного університету ядерної енергії та промисловості
- Збірник наукових праць Українського державного геологорозвідувального інституту
- Збірник наукових праць Українського державного морського технічного університету ім. адм. Макарова
- Збірник наукових праць Українського зонального науково-дослідного і проектного інституту цивільного будівництва
- Збірник наукових праць Української державної академії зв'язку
- Збірник наукових праць Харківського інституту військово-повітряних сил імені Івана Кожедуба МО України
- Збірник наукових праць Харківського університету Повітряних Сил (ХВУ)
- Збірник наукових праць Харківської державної академії залізничного транспорту
- Збірник наукових праць Центрального науково-дослідного інституту озброєння та військової техніки Збройних Сил України
- Збірник наукових праць Центрального НДІ Збройних Сил України
- Інженерна геодезія (Київський національний університет будівництва і архітектури Міносвіти України)
- Известия высших учебных заведений. Радиоэлектроника (НТУУ «КПІ»), затверджено у переліку 9 червня 1999 р.
- Квалілогія книги (Українська академія друкарства Міносвіти і науки України)
- Кібернетика і обчислювальна техніка (Міжнародний науково-навчальний центр інформаційних технологій та систем НАН України та Міносвіти України)
- Коммунальное хозяйство городов (Харківська державна академія міського господарства)
- Комп'ютерні технології друкарства (Українська академія друкарства, м. Львів)
- Комп'ютерні засоби, мережі та системи
- Конструювання, виробництво та експлуатація сільськогосподарських машин (Кіровоградський державний технічний університет)
- Лісове господарство, лісова, паперова і деревообробна промисловість (Український державний лісотехнічний університет)
- Математичне моделювання в інженерних та економічних задачах транспорту:
  - Серія: Транспорт
- Математичне моделювання (Дніпродзержинський державний технічний університет)
- Меліорація і водне господарство (Інститут гідротехніки і меліорації УААН)
- Металлургическая теплотехника (Державна металургійна академія України)
- Металлургия (Донецький державний технічний університет)
- Металургія (Запорізька державна інженерна академія МОН України)
- Методи розв'язування прикладних задач механіки деформівного твердого тіла (Дніпропетровський державний університет Міносвіти і науки України)
- Методи та засоби управління розвитком транспортних систем
- Механизация производственных процессов рыбного хозяйства, промышленных и аграрных предприятий
- Механізація сільськогосподарського виробництва (Кримський державний аграрний університет)
- Механізація сільськогосподарського виробництва (Національний аграрний університет)
- Механізація та електрифікація сільського господарства (УААН, ННЦ «Інститут механізації та електрифікації сільського господарства»)
- Механіка гідроскопічних систем (Національний технічний університет України «КПІ»)
- Механіка і фізика руйнування будівельних матеріалів та конструкцій
- Містобудування та територіальне планування (Київський національний університет будівництва і архітектури Міносвіти України)
- Міжвідомчий науково-технічний збірник «Вимірювальна техніка та метрологія»
- Мікросистеми, Електроніка та Акустика
- Моделювання та інформатизація соціально-економічного розвитку України (Державний НДІ інформатизації та моделювання економіки)
- Моделювання та інформаційні технології (Інститут проблем моделювання в енергетиці НАН України)
- Моделювання та керування станом еколого-економічних систем регіону
- Нагруженность и прочность подвижного состава:
  - Серія: Транспорт
- Надійність і довговічність машин і споруд (НАН України, Інститут проблем міцності імені Г. С. Писаренка НАН України, Асоціація «Надійність машин і споруд»)
- Надійність інструменту та оптимізація технологічних систем (Донбаська державна машинобудівна академія)
- Наносистеми, наноматеріали, нанотехнології
- Науковий вісник будівництва
- Науковий вісник Львівської державної академії ветеринарної медицини ім. С.З Гжицького
- Науковий вісник Національного аграрного університету
- Науковий вісник Національного лісотехнічного університету України
- Науковий вісник Українського державного лісотехнічного університету
- Науковий вісник Чернівецького університету:
  - Серія: Фізика. Електроніка
- Наукові записки (Українська академія друкарства)
- Наукові записки НаУКМА:
  - Хімічні науки і технології
- Наукові записки Українського науково-дослідного інституту зв'язку
- Наукові нотатки (Луцький державний технічний університет)
- Наукові праці академії (Державна льотна академія України МО України)
- Наукові праці Донецького національного технічного університету:
  - Серія: Гірничо-геологічна
  - Серія: Гірничо-електромеханічна
  - Серія: Електротехніка і енергетика
  - Серія: Інформатика, кібернетика та обчислювальна техніка
  - Серія: Машинобудувавання і машинознаство
  - Серія: Металургія
  - Серія: Обчислювальна техніка та автоматизація
  - Серія: Проблеми моделювання та автоматизації проектування динамічних систем
  - Серія: Хімія і хімічна технологія
- Наукові праці Одеської державної академії харчових технологій
- Наукові праці ОНАЗ ім. О.С.Попова
- Наукові праці Українського державного університету харчових технологій
- Наукові праці (Миколаївський державний гуманітарний університет ім. Петра Могили комплексу НаУКМА)
  - Серія: Техногенна безпека
- Науково-технічний збірник Національного науково-дослідного центру оборонних технологій і воєнної безпеки України
- Обладнання та технології харчових виробництв (Донецький державний університет економіки і торгівлі)
- Обробка дисперсних матеріалів та середовищ (Інституту біоколоїдної хімії ім. Ф. Д. Овчаренка НАН України, НПВО «Вотум», Українське хімічне товариство)
- Опір матеріалів і теорія споруд (Київський національний університет будівництва і архітектури)
- Оптимизация производственных процессов (Севастопольський державний технічний університет)
- Основи і фундаменти
- Открытые информационные и компьютерные интегрированные технологии
- Охорона праці та навколишнього середовища на підприємствах гірничо-металургійного комплексу
- Перспективні задачі інженерної науки
- Питання електрифікації сільського господарства
- Питання розвитку газової промисловості України
- Повышение надёжности восстанавливаемых деталей машин
- Пожежна безпека (Український НДІ пожежної безпеки МВС України, Львівський інститут пожежної безпеки МВС України)
- Поліграфія і видавнича справа (Українська академія друкарства)
- Породоразрушающий и металлообрабатывающий инструмент — техника и технология его изготовления и применения
- Правове, нормативне та метрологічне забезпечення системи захисту інформації в Україні
- Праці Інституту електродинаміки НАН України
- Праці Таврійської державної агротехнічної академії
- Праці Українського інституту скла
- Прикладна геометрія та інженерна графіка (Київський національний університет будівництва і архітектури)
- Проблеми безпеки атомних електростанцій і Чорнобиля
- Проблеми водопостачання, водовідведення та гідравліки
- Проблеми гірського тиску
- Проблеми експлуатації обладнання шахтних стаціонарних установок
- Проблеми загальної енергетики
- Проблеми надзвичайних ситуацій (Академія цивільного захисту України МНС України)
- Проблеми нафтогазової промисловості
- Проблеми обчислювальної механіки і міцності конструкцій
- Проблеми охорони навколишнього природного середовища та екологічної безпеки
- Проблеми охорони праці в Україні
- Проблеми створення нових машин і технологій
- Проблеми тертя та зношування
- Проблеми транспорту (Національний транспортний університет МОН України)
- Проблеми Чорнобиля (Міжгалузевий науково-технічний центр «Укриття» НАН України)
- Проблеми Чорнобильської зони відчуження
- Проблемы бионики (Харківський держ. технічний університет радіоелектроніки)
- Проблемы высокотемпературной техники (Дніпропетровський національний університет МОН україни)
- Проблемы информатизации и управления
- Проблемы машиностроения
- Проблемы пожарной безопасности (Харківський інститут пожежної безпеки МВС України)
- Проблемы системного подхода в экономике
- Прогресивні ресурсозберігаючі технології та їх економічна обґрунтованість у підприємствах харчування. Економічні проблеми торгівлі
- Прогресивні техніка та технології харчових виробництв ресторанного господарства і торгівлі
- Прогресивні технології та системи машинобудування
- Проектування, виробництво та експлуатація автотранспортних засобів і поїздів
- Процеси механічної обробки в машинобудуванні (Житомирський державний технологічний університет)
- Радиотехника (Харківський державний технічний університет радіоелектроніки)
- Разработка рудных месторождений (Криворізький технічний університет)
- Резание и инструмент в технологических системах (Харківський державний політехнічний університет)
- Ресторанне господарство і туристична індустрія у ринкових умовах (Київський національний терговельно-економічний університет)
- Ресурсоекономні матеріали, конструкції, будівлі та споруди (Національний університет водного господарства та природокористування МОН України)
- Ресурсоекономні матеріали, конструкції, будівлі та споруди (Рівненський державний технічний університет Міносвіти України)
- Ресурсозберігаючі технології виробництва та обробки тиском матеріалів у машинобудуванні (Східноукраїнський державний університет)
- Ресурсосберегающие технологии в транспортном и гидротехническом строительстве (Дніпропетровський державний технічний університет залізничного транспорту)
- Розвідка і розробка нафтових і газових родовищ (Івано-Франківський державний технічний університет нафти і газу)
- Сборник трудов НИОХИМ (Державний науково-дослідний та проектний інститут основної хімії Мінпромполітики України)
- Сборник научных трудов Донбасского государственного технического университета
- Системи обробки інформації (Харківський університет Повітряних Сил (ХВУ))
- Системи управління, навігації та зв'язку (Державне підприємство "Центральний науково-дослідний інститут навігації і управління)
- Системне проектування та аналіз характеристик аерокосмічної техніки (Дніпропетровський державний університет)
- Системні методи керування, технологія та організація виробництва, ремонту і експлуатації автомобілів
- Системні технології (Державна металургійна академія України)
- Системы контроля окружающей среды (Морський гідрофізичний інститут НАН України)
- Сільськогосподарські машини (Луцький державний технічний університет)
- Современные проблемы строительства (Донецький ПромбудНДІпроект Українська державна будівельна корпорація «Укрбуд»)
- Современные строительные конструкции из металла и древесины
- Современные технологи в машиностроении (Національний технічний університет «ХПІ»)
- Способы и средства создания безопасных и здоровых условий труда в угольных шахтах (Державний Макіївський НДІ з безпеки робіт у гірничій промисловості)
- Строительное производство (НДІ будівельного виробництва)
- Строительство и техногенная безопасность (Кримська академія природоохоронного та курортного будівництва Міносвіти і науки України), 11.10.00.
- Строительство, материаловедение, машиностроение (Придніпровська державна академія будівництва і архітектури)
- Судноводіння (Одеська державноа морська академія)
- Судовые энергетические установки (Одеська державна морська академія)
- Сучасні досягнення геодезичної науки та виробництва
- Сучасні проблеми архітектури та містобудування
- Сучасні проблеми металургії
- Сучасні проблеми товарознавства
- Сучасні технології, матеріали і конструкції в будівництві (Вінницький національний технічний університет)
- Chemistry & Chemical Technology (Національний університет «Львівська політехніка»)
- Таврійський науковий вісник
- Теоретична електротехніка (Львівський державний університет ім. Івана Франка)
- Теоретичні основи будівництва (Придніпровська державна академія будівництва та архітектури)
- Теорія і практика процесів. Подрібнення, розділення, змішування і ущільнення
- Теплові режими та охолодження радіоелектронної апаратури (Науково-дослідний інститут «Шторм» Мінпромполітики України)
- Техническая механика (Інститут технічної механіки НАН України)
- Техніко-технологічні аспекти розвитку та випробування нової техніки і технологій для сільського господарства України
- Технічна естетика і дизайн (Київський національний університет будівництва і архітектури)
- Технологія і техніка друкарства (НТУУ «КПІ» МОН України)
- Тракторная энергетика в растениеводстве (Харківський державний технічний університет сільського господарства)
- Труды Института проблем материаловедения им. И. Н. Францевича НАН Украины:
  - Серия: Композиционные, слоистые и градиентные материалы и покрытия
  - Серия: Моделирование в материаловедении. Математические модели и вычислительный эксперимент в материаловедении
  - Серия: Физико-химические основы технологии порошковых материалов
- Труды Одесского государственного политехнического университета
- Удосконалення процесів і обладнання обробки тиском в металургії і машинобудуванні
- Удосконалювання турбоустановок методами математичного і фізичного моделювання
- Український міжвідомчий науково-технічний збірник «Автоматизація виробничих процесів у машинобудуванні та приладобудуванні»
- Управління проектами та розвиток виробництва (Східноукраїнський державний університет Міносвіти і науки України)
- Управляющие системы и машины (Міжнародний науково-навчальний центр інформаційних технологій та систем НАН України та Міносвіти України)
- Учёные записки Крымского инженерно-педагогического университета:
  - Серия: Технические науки
- Физико-технические проблемы горного производства (ДонФТІ)
- Физико-технические проблемы горного производства (Інститут фізики гірничих процесів НАН України)
- Фізичні методи та засоби контролю середовищ, матеріалів та виробів
- Фундаментальные и прикладные проблемы черной металлургии
- Харчова промисловість (Український державний університет харчових технологій)
- Холодильна техніка і технологія (Одеська державна академія холоду)
- Шляхи підвищення ефективності будівництва в умовах формування ринкових відносин
- Экологическая безопасность прибрежной и шельфовой зон и комплексное использование ресурсов шельфа

## Журнали
- Авіаційно-космічна техніка і технологія (затверджено у переліку 10 грудня 2003 р.)
- Автоматизація виробничих процесів (затверджено у переліку 9 червня 1999 р.)
- Автоматическая сварка (затверджено у переліку 9 червня 1999 р.)
- Автошляховик України (затверджено у переліку 9 червня 1999 р.)
- Аграрна наука і освіта (затверджено у переліку 12 червня 2002 р.)
- Акустичний вісник (затверджено у переліку 9 червня 1999 р.)
- Арсенал - XXI (затверджено у переліку 9 лютого 2000 р.)
- Известия высших учебных заведений. Серия «Радиоэлектроника» (затверджено у переліку 9 червня 1999 р.)
- Космічна наука і технологія (затверджено у переліку 9 червня 1999 р.)
- Науково-технічна інформація (затверджено у переліку 9 лютого 2000 р.)
- Проблемы прочности (затверджено у переліку 9 червня 1999 р.)
- Радіоелектроніка. Інформатика. Управління (затверджено Постановою ВАК України № 1-05/9 від 08.09.1999 р. та Постановою ВАК України № 3-05/7 від 30.06.2004 р)
- Системні дослідження та інформаційні технології (затверджено у переліку 15 січня 2003 р.)
- Уголь Украины (затверджено у переліку 9 червня 1999 р.)
- Озброєння та військова техніка (затверджено наказом МОН України № 1083 від 29 вересня 2014 р.)